# HSMA Hungarian Strong Man Association
A HSMA a magyarországi erős ember, skót felföldi játékok, bothúzás és egyéb erősportok szövetsége.

## A HSMA Erős Ember egyéni országos bajnokságok dobogósai
1998: 1. Ulvicki Mihály 2. Darázs Ádám 3. Kövér Gyula
1999: 1. Darázs Ádám 2. Lóska Sándor 3. Kövér Gyula
2000: 1. Lóska Sándor 2. Darázs Ádám 3. Parádi Sándor
2001. 1. Ulvicki Mihály 2. Darázs Ádám 3. Kövér Gyula
2002. (Várpalota) 1. Dávid János 2. Ulvicki Mihály 3. Borzi István
2003. 1. Darázs Ádám 2. Borzi István 3. Szabó Tamás
2004. 1. Darázs Ádám 2. Borzi István 3. Dávid János
2005. 1. Darázs Ádám 2. Malatinszky Tamás 3. Dávid János
2006. 1. Nagy Péter 2. Dávid János 3. Forgács Gábor
2007. 1. Malatinszky Tamás 2. Keszler János 3. Endrei Zsolt
2008. 1. Szabó Zsolt 2. Malatinszky Tamás 3. Hrozik Gábor
2009. (Győr) 1. Nagy Péter 2. Szabó Zsolt 3. Csikós Lóránt
2010. (Siófok) 1. Hrozik Gábor 2. Szabó Zsolt 3. Nagy Ákos
2011. 1. Szabó Zsolt 2. Nagy Ákos 3. Sárai István
2012. 1. Szabó Zsolt 2. Nagy Ákos 3. Hajnal Tamás
2013. 1. Szabó Zsolt 2. Hajnal Tamás 3. Nagy Ákos
2014.  (Kislőd) 1. Hajnal Tamás 2. Sebestyén János 3. Ladamerczki Zoltán
2015.  (Celldömölk) 1. Szabó Zsolt 2. Hajnal Tamás 3. Hrozik Gábor
2016.  (Celldömölk) 1. Hajnal Tamás 2. Sebestyén János 3. Karácsondi Erik
2017. (Székesfehérvár) 1.Sebestyén János 2. Molnár Zsolt 3. Varga Ferenc
2018. (Székesfehérvár) 1. Juhász Péter 2. Sebestyén János 3. Kecskés Roni
2019.(Győr) 1. Juhász Péter 2.Hrozik Gábor 3.Kecskés Roni
2020. (Győr) 1. Juhász Péter
2. Sebestyén János 3. Véró Alex

## HSMA Mas-Wrestling
2013-ban mutatkozott be Magyarországon a bothúzás, egy hagyományos jakut sport, ahol a versenyzők egymás ellen azért küzdenek, hogy megszerezzék maguknak a botot.

### Abszolút magyar bajnokságok eredményei
2013. abszolút országos bajnokság: 1. Kiss Tibor
2014. abszolút országos bajnokság: 1. Kiss Tibor
2016. abszolút országos bajnokság (férfiak): 1. Kiss Tibor 2. Darázs Ádám 3. Várnai Richárd
2016. abszolút országos bajnokság (nők): 1. Lachmann Mirtill 2. Hurton Zsuzsanna 3. Erdei Lilla
2016. könnyűsúlyú (-100 kg) abszolút országos bajnokság: 1. Deli Tamás

### Súlycsoportok magyar bajnokságok eredményei

#### I. HSMA Bothúzó OB 2016. (Látrány)
Nők -70 kg 1. Wald Annamária
Nők +70 kg 1. Hurton Zsuzsanna
Férfiak -80 kg 1. Bokros Gábor
Férfiak -90 kg 1. Sárvári István
Férfiak -105 kg 1. Juhász Dominik
Férfiak -125 kg 1. Csikós Lóránt
Férfiak +125 kg 1. Darázs Ádám

#### II. HSMA Bothúzó OB 2017. (Látrány)
Nők -65 kg 1. Szántó Erika 2. Kocsor Réka
Nők -75 kg 1. Varga Fanni 2. Hurton Zsuzsanna 3. Borbély Henriette
Nők +75 kg 1. Dr. Lombosi Melinda 2. Lachmann Mirtill 3. Erdei Lilla
Férfiak -80 kg 1. Böjtös Krisztián 2. Batta Zoltán 3. Böjtös Richárd
Férfiak -90 kg 1. Kónya Krisztián 2. Major Lóránt 3. Dusnoki Imre
Férfiak -105 kg 1. Kovács Zoltán 2. Deli Tamás 3. Zámbó András
Férfiak -125 kg 1. Soja Bálint  2. Juhász Csaba 3. Németh Gábor
Férfiak +125 kg 1. Juhász Dominik 2. Darázs Ádám 3. Kónya Gergő